# イギリス鉄道377形電車
377形（Class 377）は、ボンバルディア・トランスポーテーションが2002年より製造しているイギリス鉄道の電車である。愛称はエレクトロスター。2020年現在ゴヴィア・テムズリンク・レールウェイ（「サザン」ブランド）とサウスイースタンによって使用されている。

## 概要
ロンドンとイングランド南部の各地域を結ぶ近郊輸送用の電車として、老朽化した旧型の多扉車421形・423形の置き換えのために製造された。全ての編成で直流750Vの第三軌条による集電に対応しているほか、ロンドン北部へ乗り入れるグループは交流25000Vの架空電車線方式に対応する交直両用車となっている。現時点で第三軌条専用の直流車についても、パンタグラフの設置スペースが確保されている。
当初はサザンにより第三軌条専用の377/1形の4両編成64本が投入された。最初の編成は2002年に竣工したが、旧型車にない冷房装置が付いたことで消費電力が増え、第三軌条区間における電力供給施設の更新工事を余儀なくされたことから、営業運転の開始は2003年にまでずれ込んだ。
2003年からはパンタグラフによる架線集電に対応した377/2形が投入され、サウス・クロイドン駅からウェスト・ロンドン線、西海岸本線を経由してロンドン北部のミルトン・キーンズまでの運用に就いている。2004年には第三軌条専用の377/4形として4両編成75本が増備されている。
3両編成の377/3形は2001年に投入された375/3形のサザン所有車を編入したグループで、連結器を従来の密着自動連結器から377形と同じDellner式密着連結器に換装したことに伴って、2004年に377形に編入された。
2008年より、ブライトン本線とテムズリンクの輸送力強化のため、サザンが発注した交直両用の377/5形が23編成投入された。これによりサザンの319形が置き換えられ、ファースト・キャピタル・コネクト (FCC) に転属した。377/5形も新型車両が導入されるまでの期間FCCへ貸し出され、319形とともにブライトンとロンドン北部のベッドフォードを結ぶテムズリンクの運用に充当された。2011年にはテムズリンクでの12両編成運転に必要な車両を確保するため、新たに377/2形の3編成がFCCへ貸し出された。
その後、導入計画中のテムズリンク向けの新型車両の製造は遅れることになり、FCCへ貸出中の377形のサザンへの返却も遅れることとなった。これに伴い、サザンでは代替として2013年に5両編成で直流専用の377/6形を26編成投入した。2014年には同じく5両編成で交直両用の377/7形が8編成増備されている。
FCCは2014年に、サザンは2015年に営業を終了し、いずれもゴヴィア・テムズリンク・レールウェイ (GTR) が跡を継いだ。これにより、「サザン」と「テムズリンク」という2つのサブブランドにまたがってではあるものの、すべての377形が同社に集結することとなった。2016年にはテムズリンク向けの新型車両700形の投入が開始され、テムズリンクで使用されていた377/2形3本と377/5形23本は翌2017年までに余剰となった。前者はサザンへとGTR内で転属し、後者はサザンの377/1形2本とともにサウスイースタンへ転出した。

## 車内設備
車内はすべてクロスシートとなっており、各座席には折り畳み式のテーブルが設置されている。先頭車両両端は有料座席車（一等車）となっている。トイレは1編成（4両）当たり1つに備わっており、おむつ交換台も設置されている。ドアは半自動式ドアとなっている。